# Tarancueña
Tarancueña es una localidad española de la Comunidad de Villa y Tierra de Caracena, en la provincia de Soria, comunidad autónoma de Castilla y León. Pertenece al municipio de Retortillo de Soria.

## Geografía
Localidad situada en la Ruta de la Lana.

## Historia
Fue objetivo de Almanzor en su campaña XIV que duró del 29 de octubre al 22 de noviembre del año 981, partiendo desde Medinaceli. Perteneció, tras la Reconquista, al Alfoz de Caracena. En el censo de 1787, ordenado por el Conde de Floridablanca,  figuraba como lugar  del Partido de Caracena en la Intendencia de Soria, con jurisdicción de señorío y bajo la autoridad del alcalde pedáneo nombrado por el duque de Uceda.  Contaba entonces con 270 habitantes.

## Geografía humana

### Demografía
| Gráfica de evolución demográfica de Tarancueña entre 1842 y 1970 |
| |
| Población de derecho según los censos de población del INE Población de hecho según los censos de población del INEEntre el censo de 1857 y el anterior, crece el término del municipio porque incorpora a 425022 (Cañicera) Entre el censo de 1981 y el anterior, este municipio desaparece porque se integra en el municipio 42155 (Retortillo de Soria) |

Tarancueña contaba a 1 de enero de 2010 con una población de 16 habitantes, 9 hombres y 7 mujeres.
| Gráfica de evolución demográfica de Tarancueña entre 2000 y 2010                                 |
|                                                                                                  |
| Población de derecho (2000-2010) según los censos de población del INE a 1 de enero de cada año. |

## Patrimonio

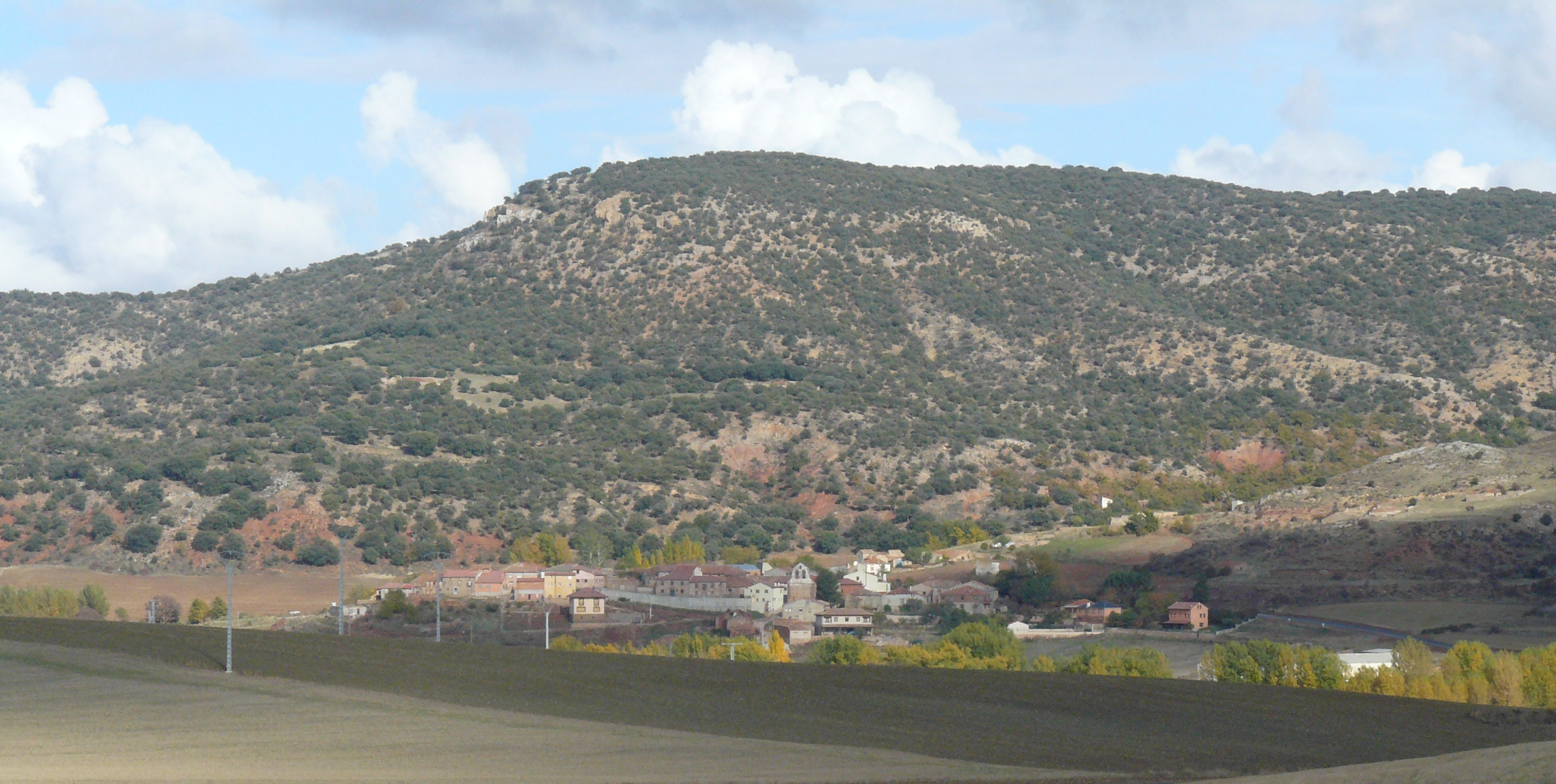
Vista de Tarancueña desde el suroeste.

- Iglesia de los Remedios, del siglo XIV y por tanto de estilo gótico, conserva bastantes restos de la anterior época románica en la que se edificó originalmente.

- Zona Arqueológica "villa Romana de Huerta del Río": declarada Bien de Interés Cultural en la categoría de zona arqueológica desde el 20 de enero de 1984.[5] Los restos de la villa están totalmente tapados por lo que es difícil reconocer de qué se trata. El hallazgo se produjo a raíz de la aparición en la reja de un arado de un jarrón de bronce. En 1979 se hizo una excavación en la que se descubrieron restos de cerámica y objetos de hierro.
- Cañón del río Caracena.
- Despoblados de Valverde y Rejuelas.
- Ruinas de Tiermes.
- Ruta del Cid.